# Skalica (Bułgaria)
Skalica (bułg. Скалица) – wieś w południowo-wschodniej Bułgarii, w obwodzie Jamboł, w gminie Tundża. Według danych Narodowego Instytutu Statystycznego, 31 grudnia 2011 roku wieś liczyła 580 mieszkańców.

## Przyroda
W samym centrum wsi znajduje się miejsce Kajadżik bair, która usiane jest głazami. W dolnej części wsi stoi zbiornik retencyjny, który łączy się ze zbiornikiem retencyjnym Jezioro Owczarica.

## Historia
Do 1934 roku miejscowość nazywała się Kajadżik.

## Infrastruktura społeczna
We wsi znajduje się kmetstwo, szkoła podstawowa, przedszkole, dom kultury, oddział ratunkowy mający pod opieką około 8000 ludzi z 14 miejscowości oraz warsztaty stolarskie.

## Kultura i oświata
- szkoła podstawowa Paisija Chilendarskiego i przedszkole oraz dom kultury

## Religia
We wsi znajduje się cerkiew Świętego Grzegorza Wielkiego oraz kościół ewangelicki.

## Urodzeni w Skalicy
- Marko Bechar – artysta